# ملعب سنابدراغون
ملعب سنابدراغون، المعروف خلال مراحل التخطيط والبناء المبكرة له باسم ملعب أزتيك، هو ملعب خارجي في سان دييغو،كاليفورنيا . تم افتتاح الاستاد الذي يتسع لـ35000 مقعدًا في أغسطس 2022.